# Ахтырское кладбище (Киров)
Ахтырское кладбище — несуществующее городское кладбище в Кирове (ранее — Вятка), Кировская область, Россия. Исторически второе общегородское кладбище губернской Вятки.

## История
Место кладбища было отведено 13 июня 1793 года:

«…на выгонной градской земле по предложению от Его Превосходительства господина действительного статского советника и кавалера Федора Федоровича Желтухина ордер коллежскому советнику господину Ивану Алексеевичу Безрукову и жене его под вновь каменную церковь о двух престолах и с колокольнею и площадную церковь для погребения тел человеческих в длину с лица и в заднем конце по девяносту внутрь, по осьмидесяти по пяти сажен, а под всем вышеназванным кладбищенским местом имеется квадратных семь тысяч шестьсот пятьдесят сажен расстоянием от городового строения в сто семидесяти трех саженях»

В 1928 году Административный отдел Вятского губернского комитета по делам музеев и охране памятников старины и природы сформировал специальную комиссию для обследования памятников искусства и старины на Ахтырском кладбище.
В 1929 году кладбище было закрыто. Разрушено в 1950-е годы. На его территории построены корпуса Кировской областной больницы, лесопромышленного колледжа и несколько жилых домов.

## Памятники архитектуры
- Ахтырская церковь (1795)